# Edith Masai
Ej att förväxla med skådespelerskan Edith Massey.
Edith Masai, född 4 april 1967, är en kenyansk friidrottare (långdistanslöpare).
Masai är känd framför allt som en mycket framgångsrik terränglöpare och har tre gånger vunnit VM i terränglöpning. I banlöpning är hennes största merit att hon blev trea vid VM 2003 på 5 000 meter. Hon har även vunnit afrikanska mästerskapen på 10 000 meter.

## Personliga rekord
- 5 000 meter - 14.33,84
- 10 000 meter - 30.30,26